# Tallulah (Film)
Tallulah ist ein US-amerikanisches Filmdrama aus dem Jahr 2016. Regie führte Sian Heder, in den Hauptrollen spielen Elliot Page, Allison Janney und Tammy Blanchard. Seine Weltpremiere hatte der Film am 23. Januar 2016 beim Sundance Film Festival und wurde am 29. Juli 2016 weltweit auf Netflix veröffentlicht.

## Handlung
Tallulah treibt sich mit einem Van quer durch Amerika herum und schlägt sich mit Diebstahl von Kreditkarten durchs Leben. Auf der Suche nach ihrem Freund Nico reist sie nach New York zu dessen Mutter Margo. Dort wird sie durch Verwechslung in einem Hotelzimmer von Carolyn, die mit ihrem Baby Madison überfordert ist, als Babysitterin eingesetzt. Nachdem diese betrunken von einem Date zurück ist, nimmt Tallulah in einer Kurzschlussreaktion das Baby mit. Sie klingelt erneut bei Margo und lässt sie in dem Glauben, dass das Baby ihr Enkel sei.

## Synchronisation
Die deutsche Synchronisation entstand nach einem Dialogbuch und unter der Regie von Marianne Groß im Auftrag der TV+Synchron Berlin GmbH.
| Darsteller           | Sprecher           | Rolle               |
| -------------------- | ------------------ | ------------------- |
| Elliot Page          | Tanya Kahana       | Tallulah            |
| Allison Janney       | Karin Buchholz     | Margo               |
| Tammy Blanchard      | Christin Marquitan | Carolyn             |
| Evan Jonigkeit       | Tobias Nath        | Nico                |
| David Zayas          | Lutz Schnell       | Detective Richards  |
| Uzo Aduba            | Daniela Thuar      | Detective Kinnie    |
| Felix Solis          | Florian Halm       | Manuel              |
| John Benjamin Hickey | Erich Räuker       | Stephen             |
| Zachary Quinto       | Daniel Fehlow      | Andreas             |
| Fredric Lehne        | Oliver Siebeck     | Russell             |
| Tommar Wilson        | Falk Schuster      | Concierge           |
| Chanel Jenkins       | Antje Thiele       | Krankenschwester    |
| Todd Alan Crain      | Jörn Linnenbröker  | Nachrichtensprecher |
| Oberon K.A. Adjepong | Florian Hoffmann   | Taxifahrer          |
| Maddie Corman        | Heike Beeck        | Vera                |

## Hintergründe
Von Sian Heder, die Regie führte, stammt auch das Drehbuch. Es ist ein Ableger ihres eigenen Kurzfilms Mother. Die Geschichte wurde durch eigene Erfahrungen von Heder als Babysitterin inspiriert. Im Mai 2015 wurde bekannt, dass Elliot Page und Allison Janney, die bereits zuvor bei Juno und Touchy Feely zusammengearbeitet hatten, die Hauptrollen spielen. Die Dreharbeiten begannen im Juni 2015. Diese fanden überwiegend im New Yorker Stadtteil Manhattan statt.